# 文明帝國Online
《文明帝國Online》是由文明帝國系列研發團隊Firaxis Games與《天堂》遊戲開發者宋在京（Jake Song）及其所屬研發團隊XLGAMES所合作的一款Windows線上角色扮演遊戲，發行商由2K Games擔任。遊戲內容參考自《文明帝國》系列，但不同於《文明帝國》的回合制策略模式，將採取線上多人角色扮演模式，玩家將成為四大文明（羅馬、埃及、中國、阿茲特克）中的其中一個文明的人民（例如：工程师、矿工、大兵、农民等等），同文明的玩家間互相合作並與其他文明競爭，從石器時代發展到太空時代，成就文明的勝利，遊戲有不同的勝利模式，不一定要用武力奪取其他文明的生存。於5月27日至6月1日在韓國進行封閉測試（單純體驗與抓bug），公開測試預期2014年內但時間未定。
目前已停止營運
每場遊戲人數：一個世界3000玩家，每場遊戲時間：預計一週至一個月。

## 文明

### 羅馬
初始君主：凱薩

### 埃及
初始君主：克麗奧佩脫拉七世（埃及艳后）

### 中國
初始君主：嬴政（秦始皇）

### 阿茲特克
初始君主：蒙特祖馬

## 結局

### 征服勝利
占領敵對文明多數都市。

### 科學勝利
向南二星發射太空船，需研發完指定的科技。

### 分數勝利
直到限制時限為止，分數最高的文明獲得勝利。

## 外部連結
- 文明帝國online官方網站 （页面存档备份，存于）
- 文明帝国OL首度公开 游戏画面及预告片放出 （页面存档备份，存于）
- 腾讯获得《文明帝国Online》的大陆运营权[永久]
- 《文明帝国Online》发行时间及代理商仍未确定[永久]
- 宋在京谈《文明帝国OL》首测:整体较为满意
- 文明帝国OL制作人透露玩法 游戏职业可多选 （页面存档备份，存于）